# La donna in gabbia
La donna in gabbia (Kvinden i buret) è un romanzo poliziesco dello scrittore danese Jussi Adler-Olsen, pubblicato nel 2007. È il primo libro dedicato alle vicende dell'investigatore Carl Mørck e della Sezione Q della polizia di Copenaghen.
Il libro ha vinto il Premio Barry per il miglior romanzo.

## Trama
Carl Mørck è un ispettore della polizia di Copenaghen. In seguito all'irruzione sul luogo di un omicidio, ha subito la sparatoria di alcuni malviventi e ha ricevuto una ferita, mentre un collega è rimasto ucciso e l'altro, Hardy, lesionato alla spina dorsale. Non ancora guarito, è tornato in servizio con grande sconcerto dei colleghi, perché tutti pensano che Carl sia in parte responsabile di quanto successo, per non aver estratto la pistola, appena accortosi dell'agguato. Lo stesso Carl, ha un profondo senso di colpa e non è facile relazionarsi con lui. Grazie alla proposta di un partito governativo, la Centrale di polizia riceve uno stanziamento per la creazione di squadre anticrimine; così, per arginare Carl, lo si nomina capo della "Sezione Q", creata per riaprire casi irrisolti. Gli viene assegnato un ufficio nei sotterranei della Centrale e un aiutante per le pulizie, un giovane immigrato di nome Assad.
Sempre più di malavoglia, Carl è convinto da Assad a prendere in mano il caso di Merete Lynggaard, parlamentare scomparsa nel 2002 e mai più ritrovata, mentre viaggiava verso la Germania assieme al fratello Uffe, disabile. Da allora sono passati cinque anni e le speranze di scoprire la verità sembrano minime o nulle. Esaminando però tutta la pratica, Carl si accorge di errori gravi nella conduzione delle indagini. Prima di lui se n'è accorto Assad che, assunto per tutt'altri motivi, si rivela molto intuitivo. Comprendendo i talenti del giovane, Carl lo impegna a tenere i contatti con i colleghi e gli impiegati della Centrale, che trattano volentieri col simpatico ragazzo.
Merete è finita nelle mani di psicopatici che la tengono in una camera iperbarica, in cui una volta l'anno si aumenta la pressione. Lei non sa perché le sia accaduto questo, ma è decisa a sopravvivere e non smette di sperare. A totale insaputa della prigioniera, Carl e Assad scoprono che, negli ultimi giorni prima di partire per la Germania, un certo Daniel Hale aveva fatto breccia sulla donna (la quale non voleva legami con nessuno). Daniel Hale è morto il giorno dopo la scomparsa di Merete: è rimasto vittima di un incidente d'auto e il suo investitore, Dennis Knudsen, è morto a sua volta. Però questa pista consente di scoprire un'anomalia: Hale non aveva mai avvicinato Merete, ma un impostore si era spacciato per lui. Con ricerche ossessive, Carl e Assad individuano nel falso Hale un certo Lars Henrik Jensen, già chiamato "Atomos" che aveva alterato i propri documenti e da vent'anni aveva apparentemente fatto perdere le sue tracce.
Quando Carl e Assad stabiliscono il collegamento tra Atomos e Merete, anche la donna scopre l'identità del suo sequestratore, che si fa conoscere e le assicura di volerla morta tra le peggiori sofferenze. Nel 1986, un incidente era avvenuto tra l'auto dei genitori di Merete e quella degli Jensen: Merete e Uffe avevano perso entrambi i genitori, dell'altra famiglia erano morti il padre, una bambina e un neonato (partorito sul luogo del disastro con un gemello); si erano salvati con lesioni gravi la madre e il gemello. Solo Merete e Lars Henrik (il primogenito degli Jensen) erano rimasti incolumi. Da allora, Lars Henrik/Atomos/Lasse aveva alimentato l'odio verso l'intera società e predisposto la trappola che sarebbe servita per la sua vendetta, giacché il padre era produttore di contenitori a tenuta stagna della massima sofisticazione.
Ma la conoscenza della verità spinge Carl e Assad ad affrettare l'intervento sul luogo da essi individuato e, senza mandato né armi, i due irrompono nel laboratorio degli Jensen. A lungo lottano con Lasse, il fratello minore Hans e la madre, incattiviti più di belve affamate. E il pericolo per Merete non consente illusioni sulla possibilità di salvarle la vita. Carl aveva avvertito un esperto di salvataggi subacquei, che a sua volta aveva avvisato le forze dell'ordine. Nel terribile sviluppo finale, Lasse è vittima delle sue stesse creazioni e muore folgorato.

## Personaggi
- Carl Mørck, ispettore della polizia di Copenaghen. Separato dalla moglie Vigga, vive con il figliastro Jesper e un inquilino, Morten Holland.
- Assad (Hafez el-Assad, più esattamente Assad el-Hafez), giovane siriano assegnato come aiutante a Carl.
- Anker, Hardy Henningsen, colleghi di Carl, in servizio con lui durante una perquisizione. Sorpresi da una sparatoria, Anker è morto, Hardy è rimasto invalido e Carl ferito alla testa.
- Marcus Jacobsen, capo della squadra omicidi, superiore di Carl.
- Lars Biørn, vice di Marcus.
- Børge Bak, altro caposquadra in polizia, ostile a Carl.
- Mona Ibsen, psicologa della centrale di polizia.
- Merete Lynggaard, vicepresidente del Partito Democratico Danese, scomparsa nel 2002 e considerata morta.
- Uffe, fratello minore di Merete. Rimasto cerebroleso in seguito a un incidente, non parla e la sorella si dedica esclusivamente a lui, fuori dal lavoro.
- Daniel Hale, esperto biologo.
- Tage Baggesen, politico innamorato di Merete.
- Marianne  Koch, prima segretaria di Merete.
- Søs Norup, ultima segretaria di Merete.
- Lars Henrik Jensen (Lasse), detto anche Atomos, sedicente Daniel Hale e psicopatico pericolosissimo.
- Dennis Knudsen, pilota automobilistico, amico e vittima di Lasse.
- Ulla Jensen, madre di Lasse.
- Hans, fratello minore di Lasse.

## Opere derivate
Dal romanzo è stato realizzato il film Carl Mørck - 87 minuti per non morire (titolo originale Kvinden i buret), con Nikolaj Lie Kaas nel ruolo di Carl Mørck e Fares Fares nella parte di Assad.
Nel 2025 Netflix ha diffuso una serie in nove puntate basata sul romanzo, intitolata Dept. Q - Sezione casi irrisolti.

## Edizioni in italiano
- Jussi Adler-Olsen, La donna in gabbia, traduzione di Maria Valeria D'Avino, Venezia: Marsilio, 2011
- Jussi Adler-Olsen, La donna in gabbia, Milano: Corriere della sera, 2015
- Jussi Adler-Olsen, La donna in gabbia, traduzione di Maria Valeria D'Avino, Milano: Feltrinelli, 2018